# Album con le migliori prestazioni nella Billboard 200 negli anni 2010
Le seguenti liste elencano i dieci album più venduti negli Stati Uniti d'America durante ogni singolo anno del secondo decennio del XXI secolo, secondo i dati raccolti dalla rivista Billboard. Le liste di seguito riportate corrispondono alle prime dieci posizioni delle classifiche di fine anno dei vari anni della Billboard 200, la Billboard 200 Year-End, le quali sono basate su un sistema a punti popolato dalle settimane passate nella classifica, la posizione massima raggiunta, le vendite e gli airplay. In considerazione dei vari parametri utilizzati, l’album con le migliori prestazioni non necessariamente coincide con l’album più venduto.

## 2010
| Posizione | Titolo            | Artista             | Fonte |
| --------- | ----------------- | ------------------- | ----- |
| 1         | I Dreamed a Dream | Susan Boyle         | [ 1 ] |
| 2         | Recovery          | Eminem              | [ 1 ] |
| 3         | Need You Now      | Lady Antebellum     | [ 1 ] |
| 4         | The Fame          | Lady Gaga           | [ 1 ] |
| 5         | My World 2.0      | Justin Bieber       | [ 1 ] |
| 6         | My Christmas      | Andrea Bocelli      | [ 1 ] |
| 7         | Fearless          | Taylor Swift        | [ 1 ] |
| 8         | My World          | Justin Bieber       | [ 1 ] |
| 9         | Speak Now         | Taylor Swift        | [ 1 ] |
| 10        | The E.N.D.        | The Black Eyed Peas | [ 1 ] |

## 2011
| Posizione | Titolo         | Artista        | Fonte |
| --------- | -------------- | -------------- | ----- |
| 1         | 21             | Adele          | [ 2 ] |
| 2         | Speak Now      | Taylor Swift   | [ 2 ] |
| 3         | Born This Way  | Lady Gaga      | [ 2 ] |
| 4         | My Kinda Party | Jason Aldean   | [ 2 ] |
| 5         | The Gift       | Susan Boyle    | [ 2 ] |
| 6         | Tha Carter IV  | Lil Wayne      | [ 2 ] |
| 7         | Pink Friday    | Nicki Minaj    | [ 2 ] |
| 8         | Sigh No More   | Mumford & Sons | [ 2 ] |
| 9         | Loud           | Rihanna        | [ 2 ] |
| 10        | Teenage Dream  | Katy Perry     | [ 2 ] |

## 2012
| Posizione | Titolo               | Artista        | Fonte |
| --------- | -------------------- | -------------- | ----- |
| 1         | 21                   | Adele          | [ 3 ] |
| 2         | Christmas            | Michael Bublé  | [ 3 ] |
| 3         | Take Care            | Drake          | [ 3 ] |
| 4         | Red                  | Taylor Swift   | [ 3 ] |
| 5         | Up All Night         | One Direction  | [ 3 ] |
| 6         | Tailgates & Tanlines | Luke Bryan     | [ 3 ] |
| 7         | Babel                | Mumford & Sons | [ 3 ] |
| 8         | Talk That Talk       | Rihanna        | [ 3 ] |
| 9         | Tuskegee             | Lionel Richie  | [ 3 ] |
| 10        | El Camino            | The Black Keys | [ 3 ] |

## 2013
| Posizione | Titolo                   | Artista              | Fonte |
| --------- | ------------------------ | -------------------- | ----- |
| 1         | The 20/20 Experience     | Justin Timberlake    | [ 4 ] |
| 2         | Red                      | Taylor Swift         | [ 4 ] |
| 3         | Take Me Home             | One Direction        | [ 4 ] |
| 4         | Unorthodox Jukebox       | Bruno Mars           | [ 4 ] |
| 5         | Babel                    | Mumford & Sons       | [ 4 ] |
| 6         | Night Visions            | Imagine Dragons      | [ 4 ] |
| 7         | Here's to the Good Times | Florida Georgia Line | [ 4 ] |
| 8         | The Truth About Love     | Pink                 | [ 4 ] |
| 9         | Crash My Party           | Luke Bryan           | [ 4 ] |
| 10        | Unapologetic             | Rihanna              | [ 4 ] |

## 2014
| Posizione | Titolo                                               | Artista              | Fonte |
| --------- | ---------------------------------------------------- | -------------------- | ----- |
| 1         | Frozen Original Soundtrack                           | AA.VV.               | [ 5 ] |
| 2         | Beyoncé                                              | Beyoncé              | [ 5 ] |
| 3         | 1989                                                 | Taylor Swift         | [ 5 ] |
| 4         | Midnight Memories                                    | One Direction        | [ 5 ] |
| 5         | The Marshall Mathers LP 2                            | Eminem               | [ 5 ] |
| 6         | Pure Heroine                                         | Lorde                | [ 5 ] |
| 7         | Crash My Party                                       | Luke Bryan           | [ 5 ] |
| 8         | Prism                                                | Katy Perry           | [ 5 ] |
| 9         | Blame It All on My Roots: Five Decades of Influences | Garth Brooks         | [ 5 ] |
| 10        | Here's to the Good Times                             | Florida Georgia Line | [ 5 ] |

## 2015
| Posizione | Titolo                                   | Artista        | Fonte |
| --------- | ---------------------------------------- | -------------- | ----- |
| 1         | 1989                                     | Taylor Swift   | [ 6 ] |
| 2         | X                                        | Ed Sheeran     | [ 6 ] |
| 3         | In the Lonely Hour                       | Sam Smith      | [ 6 ] |
| 4         | If You're Reading This It's Too Late     | Drake          | [ 6 ] |
| 5         | Title                                    | Meghan Trainor | [ 6 ] |
| 6         | V                                        | Maroon 5       | [ 6 ] |
| 7         | The Pinkprint                            | Nicki Minaj    | [ 6 ] |
| 8         | 2014 Forest Hills Drive                  | J. Cole        | [ 6 ] |
| 9         | Fifty Shades of Grey Original Soundtrack | AA.VV.         | [ 6 ] |
| 10        | Four                                     | One Direction  | [ 6 ] |

## 2016
| Posizione | Titolo                        | Artista           | Fonte |
| --------- | ----------------------------- | ----------------- | ----- |
| 1         | 25                            | Adele             | [ 7 ] |
| 2         | Views                         | Drake             | [ 7 ] |
| 3         | Purpose                       | Justin Bieber     | [ 7 ] |
| 4         | Lemonade                      | Beyoncé           | [ 7 ] |
| 5         | Anti                          | Rihanna           | [ 7 ] |
| 6         | Blurryface                    | Twenty One Pilots | [ 7 ] |
| 7         | Traveller                     | Chris Stapleton   | [ 7 ] |
| 8         | Made in the A.M.              | One Direction     | [ 7 ] |
| 9         | Beauty Behind the Madness     | The Weeknd        | [ 7 ] |
| 10        | Hamilton: An American Musical | AA.VV.            | [ 7 ] |

## 2017
| Posizione | Titolo                        | Artista        | Fonte |
| --------- | ----------------------------- | -------------- | ----- |
| 1         | DAMN.                         | Kendrick Lamar | [ 8 ] |
| 2         | 24K Magic                     | Bruno Mars     | [ 8 ] |
| 3         | Starboy                       | The Weeknd     | [ 8 ] |
| 4         | Divide                        | Ed Sheeran     | [ 8 ] |
| 5         | More Life                     | Drake          | [ 8 ] |
| 6         | Moana Original Soundtrack     | AA.VV.         | [ 8 ] |
| 7         | Stoney                        | Post Malone    | [ 8 ] |
| 8         | Culture                       | Migos          | [ 8 ] |
| 9         | Hamilton: An American Musical | AA.VV.         | [ 8 ] |
| 10        | 4 Your Eyez Only              | J. Cole        | [ 8 ] |

## 2018
| Posizione | Titolo                          | Artista      | Fonte |
| --------- | ------------------------------- | ------------ | ----- |
| 1         | Reputation                      | Taylor Swift | [ 9 ] |
| 2         | Scorpion                        | Drake        | [ 9 ] |
| 3         | Beerbongs & Bentleys            | Post Malone  | [ 9 ] |
| 4         | The Greatest Showman Soundtrack | AA.VV.       | [ 9 ] |
| 5         | Divide                          | Ed Sheeran   | [ 9 ] |
| 6         | Invasion of Privacy             | Cardi B      | [ 9 ] |
| 7         | Astroworld                      | Travis Scott | [ 9 ] |
| 8         | Stoney                          | Post Malone  | [ 9 ] |
| 9         | ?                               | XXXTentacion | [ 9 ] |
| 10        | Culture II                      | Migos        | [ 9 ] |

## 2019
| Posizione | Titolo                                   | Artista                    | Fonte  |
| --------- | ---------------------------------------- | -------------------------- | ------ |
| 1         | When We All Fall Asleep, Where Do We Go? | Billie Eilish              | [ 10 ] |
| 2         | Thank U, Next                            | Ariana Grande              | [ 10 ] |
| 3         | A Star Is Born Soundtrack                | Lady Gaga & Bradley Cooper | [ 10 ] |
| 4         | Lover                                    | Taylor Swift               | [ 10 ] |
| 5         | Beerbongs & Bentleys                     | Post Malone                | [ 10 ] |
| 6         | Scorpion                                 | Drake                      | [ 10 ] |
| 7         | Championships                            | Meek Mill                  | [ 10 ] |
| 8         | Astroworld                               | Travis Scott               | [ 10 ] |
| 9         | Hollywood's Bleeding                     | Post Malone                | [ 10 ] |
| 10        | Hoodie SZN                               | A Boogie wit da Hoodie     | [ 10 ] |